# Mikkel Christoffersen
Mikkel Christoffersen (født 10. august 1983) er en dansk professionel fodboldspiller, der spiller for B.93. I dag (2016) arbejder han som Fodboldtræner/Dansk lærer på Brøndby Idrætsefterskole og har senest opnået at blive Danmarksmester med skolen i Efterskoleligaen.  Hans position på banen er i forsvaret.